# Ringer-Bundesliga 2004/05
In der Ringer-Bundesliga 2004/05 hat der VfK Schifferstadt seinen zehnten deutschen Meistertitel gefeiert. Im Finale bezwangen die Ringer aus Schifferstadt den 1. Luckenwalder SC. Beide Mannschaften hatten schon ihre Vorrundengruppe gewonnen, Luckenwalde blieb dabei sogar ganz ohne Niederlage.

## Vorrunde
| Legende | Legende                              |
| ------- | ------------------------------------ |
|         | Teilnahme an der Endrunde            |
|         | Rückzug zum bzw. nach dem Saisonende |
|         | Absteiger in die 2. Bundesliga       |
| (M)     | Meister der Vorsaison                |
| (N)     | Aufsteiger aus der 2. Bundesliga     |

Die Wettkämpfe der Vorrunde fanden zwischen dem 4. September 2004 und dem 15. Januar 2005 statt.

### Staffel Nord
Der 1. Luckenwalder SC erreichte ohne Punktverlust den Staffelsieg. Die Ringergemeinschaft aus Auerbach und Chemnitz, Sieger der 2. Bundesliga Ost in der Vorsaison, erkämpfte sich den zweiten Platz. Des Weiteren qualifizierten sich die RWG Mömbris-Königshofen und der KSV Witten für die Play-offs.
| Pl. | Verein                        | K. | Kampfpkte.  | Diff.  | Pkte. |
| --- | ----------------------------- | -- | ----------- | ------ | ----- |
| 1.  | 1. Luckenwalder SC            | 16 | 359,5:76,50 | +283,0 | 32:00 |
| 2.  | RG Auerbach-Chemnitz * (N)    | 16 | 239,5:178,5 | 0+61,0 | 20:12 |
| 3.  | RWG Mömbris-Königshofen       | 16 | 229,5:175,5 | 0+54,0 | 20:12 |
| 4.  | KSV Witten 07                 | 16 | 0223:190,5  | 0+32,5 | 20:12 |
| 5.  | AV Germania Markneukirchen    | 16 | 226,5:211,5 | 0+15,0 | 18:14 |
| 6.  | KSK Konkordia Neuss           | 16 | 206:217     | 0−11,0 | 18:14 |
| 7.  | KSC Germania Hösbach (N)      | 16 | 145,5:292,5 | −147,0 | 08:24 |
| 8.  | KG Rostock/Warnemünde **      | 16 | 180,5:2690  | 0−88,5 | 06:26 |
| 9.  | WKG Halle-Merseburg-Leuna *** | 16 | 128:327     | −199,0 | 02:30 |

Mit dem AV Germania Markneukirchen, dem KSC Germania Hösbach und der WKG Halle-Merseburg-Leuna zogen sich gleich drei Vereine nach der Saison aus der Nord-Staffel der 1. Bundesliga zurück.

### Staffel Süd
Der Mannschaftsmeister der Vorsaison, VfK Schifferstadt, konnte den Staffelsieg in der 1. Bundesliga Süd erneut verteidigen. Die Endrundenteilnehmer der Vorsaison, KSV Köllerbach, KSV Germania Aalen und SV Siegfried Hallbergmoos, erreichten auch in dieser Saison die Play-offs. Der Liganeuling KSV Ketsch konnte die Klasse nicht halten und Stieg nach dem Ende der Saison in die 2. Bundesliga ab.
| Pl. | Verein                    | K. | Kampfpkte.  | Diff.  | Pkte. |
| --- | ------------------------- | -- | ----------- | ------ | ----- |
| 1.  | VfK Schifferstadt (M)     | 16 | 311:141     | +170,0 | 28:40 |
| 2.  | KSV Köllerbach            | 16 | 307,5:1260  | +181,5 | 24:80 |
| 3.  | KSV Germania Aalen        | 16 | 279,5:150,5 | +129,0 | 24:80 |
| 4.  | SV Siegfried Hallbergmoos | 16 | 0233:183,5  | 0+49,5 | 22:10 |
| 5.  | SV Germania Weingarten    | 16 | 212:183     | 0+29,0 | 20:12 |
| 6.  | TuS Adelhausen            | 16 | 0161:259,5  | 0−98,5 | 12:20 |
| 7.  | RKG Freiburg 2000         | 16 | 195,5:2320  | 0−36,5 | 10:22 |
| 8.  | SC Anger                  | 16 | 129,5:315,5 | −186,0 | 03:29 |
| 9.  | KSV Ketsch (N)            | 16 | 112:350     | −238,0 | 01:31 |

## Play-offs
Die ersten vier Mannschaften jeder Staffel qualifizierten sich für das Viertelfinale.

### Viertelfinale
Die Hinkämpfe des Viertelfinales wurden am 22. und 23. Januar und die Rückkämpfe am 29. und 30. Januar 2005 ausgetragen.
|                         |                           | 1. Kampf  | 2. Kampf  | Gesamt    |
| ----------------------- | ------------------------- | --------- | --------- | --------- |
| KSV Germania Aalen      | RG Auerbach-Chemnitz      | 21,5:4    | 11,5:20   | 33:24     |
| KSV Köllerbach          | 1. Luckenwalder SC        | 9:14      | 10,5:14,5 | 19,5:28,5 |
| KSV Witten 07           | SV Siegfried Hallbergmoos | 12,5:13,5 | 6,5:19,5  | 19:33     |
| RWG Mömbris-Königshofen | VfK Schifferstadt         | 6,5:20,5  | 4,5:22    | 11:42,5   |

### Halbfinale
Die Halbfinalkämpfe fanden am 5. Februar und am 12. Februar 2005 statt.
|                           |                    | 1. Kampf | 2. Kampf | Gesamt  |
| ------------------------- | ------------------ | -------- | -------- | ------- |
| KSV Germania Aalen        | 1. Luckenwalder SC | 10,5:13  | 6:16     | 16,5:29 |
| SV Siegfried Hallbergmoos | VfK Schifferstadt  | 14:17 *  | 7:25 *   | 21:42   |

### Finale
Die Finalkämpfe wurden am 18. und 25. Februar 2005 ausgetragen.
|                    |                   | 1. Kampf | 2. Kampf | Gesamt  |
| ------------------ | ----------------- | -------- | -------- | ------- |
| 1. Luckenwalder SC | VfK Schifferstadt | 14,5:13  | 6,5:17,5 | 21:30,5 |

Nach dem Hinkampf legte der 1. Luckenwalder SC Protest ein, da der Schifferstädter Ringer Vasil Teodosiev unerlaubterweise sowohl in der Bundesliga als auch bei der bulgarischen Mannschaftsmeisterschaft eingesetzt worden war. Am grünen Tisch wurde die 12,5:13-Niederlage in einen 14,5:13-Sieg für Luckenwalde umgewandelt.
Den Rückkampf konnte der VfK Schifferstadt vor 2500 Zuschauern in der Ludwigshafener Friedrich-Ebert-Halle mit 17,5:6,5 klar für sich entscheiden und sicherte sich damit seine zehnte deutsche Mannschaftsmeisterschaft (neunte Bundesliga-Meisterschaft) im Ringen.

## Die Meistermannschaft vom VfK Schifferstadt
Der VfK Schifferstadt trat im Finale der Saison 2004/05 mit folgender Mannschaft an:
Amiran Karndanof, Eusebiu Diaconu, Ruslan Bodișteanu, Vasil Teodosiev, Emzarios Bedinidis, Adam Juretzko, David Bichinashvili, Ara Abrahamian, Aftandil Xanthopoulos, Andreas Fix, Dariusz Jabłoński und Arawat Sabejew